# Alectrión
En la mitología griega, Alectrión (en griego antiguo: Αλεκτρυών Alektryốn, literalmente «gallo») era un efebo y compañero de Ares que fue metamorfoseado en el ave que desde entonces llevó su nombre. Se trata de un mito etiológico registrado por autores tardíos que explica el origen de los gallos y la razón por la que estas aves cantan siempre para anunciar la salida del sol. El episodio en cuestión se ubica dentro del mito que narra los amoríos ilícitos que mantuvieron Ares y Afrodita, y de cómo Hefesto, el esposo legítimo de la diosa, y alertado por Helios, el sol, logró atrapar a los amantes con una red de su propia invención. La Odisea nos narra este episodio, pero fueron las interpolaciones a posteriori las que agregaron la figura del propio Alectrión en manos de autores latinos.  
Luciano nos da la narración más extensa acerca del muchacho. Dice que un joven llamado Alectrión era amigo de Ares, bebía con el dios, le acompañaba en las fiestas y participaba de sus aventuras amorosas; en efecto, cada vez que Ares acudía a mantener relaciones adúlteras con Afrodita se llevaba a Alectrión y, temeroso de que Helio lo sorprendiera y se lo contara a Hefesto, solía dejar siempre fuera, en la puerta, al joven, para que le advirtiera de la salida de Helio; hasta que un día se quedó dormido Alectrión y traicionó la vigilancia involuntariamente, de manera que Helio se acercó sin ser advertido junto a Afrodita y Ares, que dormía confiado, en la creencia de que Alectrión le avisaría si alguien se aproximara. Así fue como Hefesto, informado por Helio, los atrapó, tras rodearlos y darles caza con las redes que de tiempo atrás había construido para ellos; en cuanto Ares se vio libre, dio rienda suelta a su cólera contra Alectrión, y lo convirtió en un ave de este género, con armas y todo, de suerte que aún lleva el penacho del casco sobre la cabeza. Éste es el motivo de que vosotros, los gallos, para justificaros ante Ares cuando ya no es necesario, en cuanto os apercibís de que va a salir el sol, cantéis con mucha antelación anunciando su orto.
Ausonio dice que Ares gustaba del amor de los imberbes, refiriéndose a Alectrión. Pausanias dice que Idomeneo tenía un gallo en su escudo, que era nieto de Minos y Pasífae, y que esta a su vez era hija de Helio. Se dice, pues, que este ave está consagrado a Helio y que anuncia cuando el sol va a salir. Libanio dice que la labor de Alectrión como soldado y compañero de Ares era la de portar las lanzas para la batalla, y como tal el gallo todavía tiene rasgos distintivos que recuerdan a un soldado, como la cresta, los espolones y su temperamento fiero.